# Lyme
Lyme város az USA Connecticut államában, New London megyében. Lakosainak száma 2352 fő (2020. április 1.).

## Népesség
A település népességének változása:

| 2010 | 2 406 |
| 2020 | 2 352 |